# 約翰·巴倫
約翰·巴倫，CBE（英語：John Baron，1959年6月21日—）是一位英格蘭政治人物，他的黨籍是保守黨。

## 生平
自2010年開始，他擔任巴西爾登和比勒里基選區選出的英國下議院議員。在從政之前他曾在英軍服役。

## 外部連結
- 約翰·巴倫英國國會議員官方網站 （页面存档备份，存于）
- 英国的個人檔案
- Hansard（1803年至2005年）記載的在貢獻
- 公鞭記載的投票紀錄
- TheyWorkForYou記載的紀錄
- 紀錄的個人檔案
- C-SPAN內的頁面（英文）